# (79353) Andrewalday
(79353) Andrewalday (1997 AF16) – planetoida z pasa głównego asteroid okrążająca Słońce w ciągu 3,47 lat w średniej odległości 2,29 au. Odkryta 13 stycznia 1997 roku.